# 天翼龙属
天翼龙（学名：Wenupteryx）是翼手龙亚目翼龙已灭绝的一个属，化石发现于阿根廷南部内乌肯省晚侏罗世（提通阶）的殁牛组。该属由劳拉·科多纽（Laura Codorniú）和佐兰·加斯帕里尼（Zulma Gasparini）于2013年首次命名，模式种是快速天翼龙（Wenupteryx uzi）。它是种与真梳颌翼龙类或古翼手龙下目近缘的小型翼龙类。